# 黄河东路街道
黄河东路街道，是中华人民共和国宁夏回族自治区銀川市金凤区下辖的一个乡镇级行政单位。

## 行政区划
黄河东路街道下辖以下地区：
金家巷社区、银啤巷社区、新苑社区、化工厂社区、荣锦苑社区、新琇苑社区、双渠口社区、湖畔嘉苑社区、盈南村、魏家桥村和砖渠村。